# 39 클루스
39 클루스(The 39 Clues) 시리즈는 미국의 스콜라스틱 출판사에서 출간된 판타지 모험 소설이다. 릭 라이어던을 중심으로(릭 라이어던이 모든 설정을 만들었다. 그래서 이 시리즈 작가들이 '왕'이라고 부른다.) 작가들이 바뀌어 가며 쓰는 릴레리 소설이다. 주인공인 에이미 카힐과 댄 카힐 남매의 모험을 다룬 것으로, 한국어판은 와이즈아이 출판사(릭 라이어던의 퍼시 잭슨과 올림포스의 신들, 올림포스 영웅전 등 와이즈 아이 출판사는 파산하기 전까지 라이어던의 책을 출판했다.)에서 출간되었다. 저자는 릭 라이어던, 고든 코먼, 주드 왓슨, 피터 르랭기스, 린다 수 박, 마거릿 피터슨 해딕스, 데이비드 발다치 등이다. 1번째 시리즈인 The 39 Clues는 11권이 나왔고, 2번째 시리즈인 Cahills vs. Vespers는 6권이 나왔다. 3번째 시리즈인 Unstoppable은 총 4권이 나왔다. 4번째 시리즈인 Doublecross도 총 4권이 나왔다. 한글판은 1번째 시리즈의 10권까지 출간되었다. 그 외에도 전자책인 Rapid Fire 시리즈 7권, Cahill Files 시리즈 6권, The Black Book of Buried Secrets와 Agent's Handbook 시리즈가 있다.
또한 2016년 9월 27일 5번째 시리즈인 Superspecial의 첫번째의자 마지막 책인 Outbreak가 나오고 시리즈 출판이 끝났다.

## 기타
- 스티븐 스필버그가 영화 제작을 하려고 책의 판권을 샀지만, 아직까지 제작이 되지 않았다.

- 2016년 9월 27일 시즌으로 완결되었다.
- 와이즈 아이 출판사가 시즌 1의 10권까지만 번역을 하고 번역이 끝겼다. 그래서 이제 크지도 않은 한국 팬덤은 직접 원서를 구해서 읽어야 한다.
- Lucian, Ekaterina, Tomas, Janus가 해리 포터의 그리핀도르, 슬리데린, 레번클로, 후플푸프(이것은 39 클루스에서 Madrigal가 나타나기 전이었다.)와 비슷하다고 논란이 되었다. 게다가 마크의 색까지 해리 포터의 기숙사와 같아서 더 심각해졌다. 하지만 Madrigal이 나타나 이 논란을 싹 다 없앴다.

## 시리즈 순서(책 순서)

### 39 클루스 미션: 단서 찾기
총 11권
- Maze of Bones
- One False Note
- The Sword Thief
- Beyond the Grave
- The Black Circle
- In Too Deep
- The Viper's Nest
- The Emperor's Code
- Storm Warning
- Into the Gauntlet
- Vespers Rising

## Cahills vs. Vespers
총 6권
- The Medusa Plot
- A King's Ransom
- Dead of Night
- Shatterproof
- Trust No One
- Day of Doom

## Unstoppable
총 4권(독자들이 점점 갈 수록 시리즈 권 수가 줄어드는 것을 싫어한다.)
- Nowhere to Run
- Breakaway
- Countdown
- Flashpoint

## Doublecross
4권
- Mission Titanic
- Mission Hindenberg
- Mission Hurricane
- Mission Atomic

## Superspecial
1권이여서 사실상 시리즈도 아니다.
- Outbreak

## 퍼시 잭슨과 올림포스 신과의세계관
1권 뼈의 미로에서 파리 지하 납골당이 나온다. 신화에 대한 언급이 없어서 다른 세계관이든 같은 세계관이든 상관은 없지만, 묘하게도 퍼시 잭슨 시리즈의 4편 미궁의 전투와 같은 년에 나온 게 묘하다. 같은 미로가 나오기 때문. 또 안에도 은근히 미궁과 비슷하다. 게다가 퍼시 잭슨에서 언급했듯이 미궁은 여러 입구가 있다. 그중 하나가 이 파리 납골당일 수 있다는 거다. 게다가 39 클루스의 카일 집안이 신들과의 자식을 낳았을 수 있다는 거다. 세계에서 가장 영향을 준 카일 가족과 좀 비슷한 가족이 퍼시 잭슨에도 나오는데, 그것은 바로 매그너스와 퍼시의 여자친구 아나베스의 체이스 집안이다. 체이스 집안은 북유럽 신들의 관심을 받았고, 그리스 신들과도 관련이 있다. 카일과도 아나베스 체이스는 관련되어 있을 수 있다. 팬픽션 넷에서 이 둘의 크로스오버 이야기를 자주 다룬다. 하지만 릭 라이어던이 공식 적으로 말한 바도 없고 다른 작가들도 말이 없다. 그런데 이들이 그냥 일반인이라는 걸 알면 둘이 같은 세계관이어도 상관이 없기는 하다. 그런데 카일 가문의 브랜치 중 하나가 Janus, 즉 그리스 로마 신화의 로마 신 야누스다.